# Saurikh
Saurikh (o Saurnikh) è una suddivisione dell'India, classificata come nagar panchayat, di 10.888 abitanti, situata nel distretto di Kannauj, nello stato federato dell'Uttar Pradesh. In base al numero di abitanti la città rientra nella classe IV (da 10.000 a 19.999 persone).

## Geografia fisica
La città è situata a 27° 1' 44 N e 79° 29' 23 E e ha un'altitudine di 149 m s.l.m..

## Società

### Evoluzione demografica
Al censimento del 2001 la popolazione di Saurikh assommava a 10.888 persone, delle quali 5.777 maschi e 5.111 femmine. I bambini di età inferiore o uguale ai sei anni assommavano a 1.915, dei quali 1.012 maschi e 903 femmine. Infine, coloro che erano in grado di saper almeno leggere e scrivere erano 6.253, dei quali 3.664 maschi e 2.589 femmine.